# Mimofulvius
Mimofulvius (лат.) — род клопов из семейства слепняков, подсемейства Cylapinae трибы Fulviini.

## Описание
Мелкие клопы (2,8-3,2 мм) с удлинённым или удлинённо-овальным телом, покрытым прямыми или полулежачими щетинками. Глаза крупные, почковидные, соприкасаются с воротником переднеспинки. Усики короткие, составляют примерно ⅔ общей длины тела. Основания усиков соприкасаются с бороздкой между верхнечелюстной и нижнечелюстной пластинками. Первый членик усиков короткий, слабо превосходит вершину наличника. Второй членик усиков слабо расширен к вершине, покрыт густыми, прямыми и полулежачими щетинками, членики III и IV такой же толщины, как и второй, покрыты щетинками, похожими на те, что имеются на втором членике. Четвёртый членик разделен медиально, образуя пятый ложный членик. Грудь и полунадкрылья сверху блестящие. Ноги короткие. Задние бёдра с коротким килем. Стридуляционный аппарат рудиментарный.

## Экология
Привлекаются ультрафиолетовым излучением.

## Классификация
Включает 2 вида:
- Mimofulvius pentatomus Schmitz, 1978
- Mimofulvius castaneus Wolski, Yasunaga, 2025

## Распространение
Встречаются в Индии, Непале и Таиланде.